# Gordon Drummond
Pour les articles homonymes, voir Drummond.
Gordon Drummond (27 septembre 1772 - 10 octobre 1854) était un militaire et administrateur colonial britannique. Il fut un des principaux commandants lors de la guerre anglo-américaine de 1812, président du gouvernement du Haut-Canada et brièvement administrateur de l'Amérique du Nord britannique.

## Biographie
Gordon Drummond est né à Québec où son père était trésorier-payeur des troupes britanniques. Il reçoit cependant son éducation en Grande-Bretagne, et joint l'armée en 1789. Il connait un avancement rapide, devenant colonel dès 1798. Il participe aux guerres de la Première Coalition (siège de Nimègue) et aux guerres napoléoniennes (reconquête de l'Égypte en 1801).
Nommé général de brigade en 1804, Drummond commande deux ans en Jamaïque, puis arrive à Québec en juillet 1808 à titre d'adjoint de Sir James Henry Craig, le commandant des forces britanniques en Amérique du Nord. En 1811 il repart assumer un commandement en Irlande, mais la guerre de 1812 éclate et il est rappelé au Canada.

### La guerre de 1812
Drummond se voit confier le commandement militaire au Haut-Canada, principal théâtre d'opérations militaires, ainsi que la présidence du gouvernement de cette colonie. Il prend son poste à Kingston en décembre 1813, et trouve une situation militaire difficile: les régions de Détroit et de Niagara étaient aux mains des Américains. Drummond réagit avec énergie et reprend la péninsule du Niagara au courant de décembre. Du côté politique, il fait adopter durant l'hiver des lois sévères contre les sympathisants de l'ennemi. Huit personnes furent ainsi pendues.
Drummond planifie une autre campagne pour l'été 1814, mais il a de la difficulté à obtenir des ressources du gouverneur en chef Prevost. Il attaque quand même à Oswego (en), à Lundy’s Lane et au Fort Érié (en), mais subit des pertes importantes à ces deux derniers endroits. L'hiver 1814-1815 est plus calme, et au printemps suivant Drummond apprend que la guerre est finie.

### Gouverneur intérimaire
En avril 1815, Drummond est nommé administrateur civil (en fait, gouverneur général intérimaire) et commandant des troupes du Bas et du Haut-Canada. Dès son arrivée en poste, il apprend qu'il doit renvoyer en Grande-Bretagne une grande partie des troupes britanniques des Canadas, à cause de la menace posée par le retour de Napoléon de l'île d'Elbe.
Du côté politique, l'action la plus importante de Drummond fut la dissolution en février 1816 de la Chambre d'assemblée du Bas-Canada en raison de la volonté de la Chambre de porter à nouveau des accusations contre les juges Jonathan Sewell et James Monk après qu'ils eurent été acquittés par le Conseil privé. Il prend cette mesure sur l'ordre explicite du gouvernement britannique.
Drummond avait demandé d'être relevé rapidement de ses fonctions pour s'occuper d'affaires familiales. Il quitte Québec le 20 mai 1816 et passera le reste de sa vie en Grande-Bretagne, poursuivant sa carrière dans l'armée.

## Toponymie
Dès 1815, alors que Gordon Drummond vient juste d'être nommé administrateur du Bas-Canada, un établissement agricole et militaire est fondé par le major général Frederick George Heriot et prend le nom de Drummondville. De là découlent le nom du comté de Drummond, créé en 1829 en tant que district électoral et en 1855 en tant que comté municipal, et de la MRC de Drummond actuelle.
Le nom a été aussi utilisé pour le barrage Drummond, à Sherbrooke, et pour plusieurs rues dans diverses municipalités.